# 야로미르 베인베르거

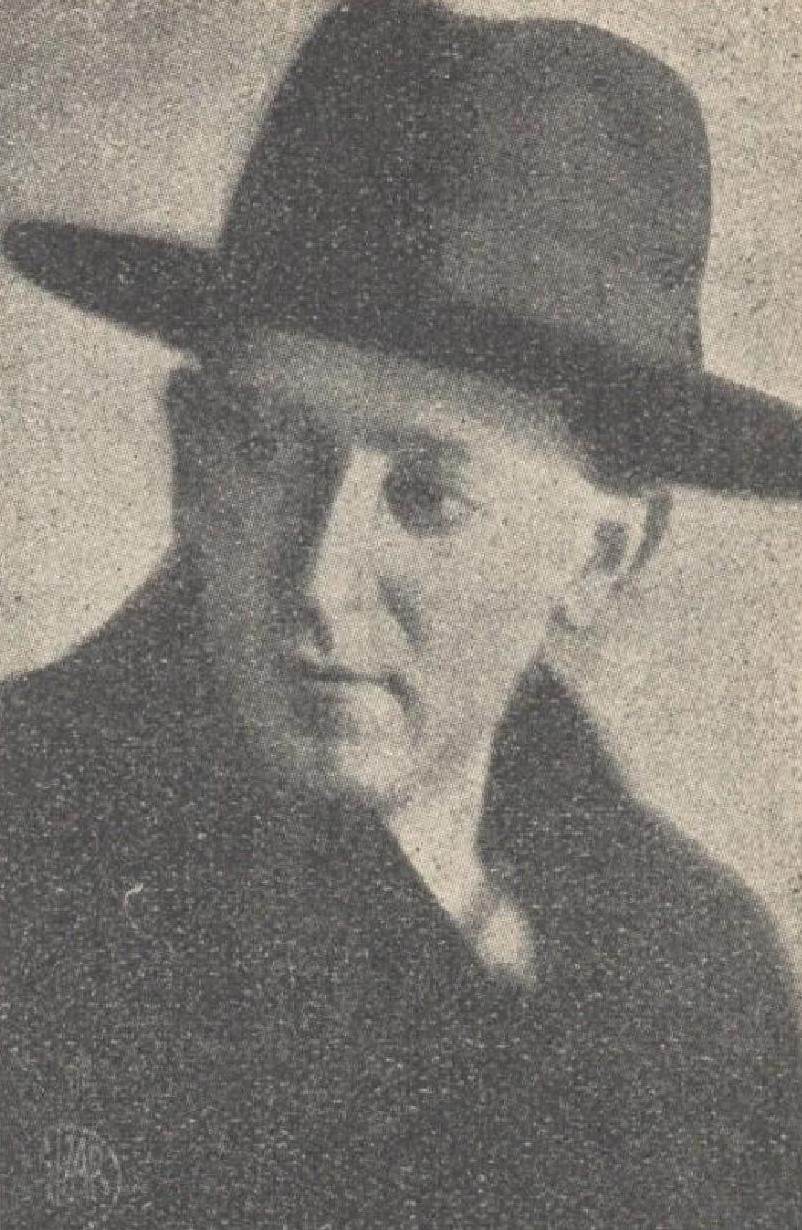

야로미르 베인베르거(Jaromír Weinberger, 1896년 1월 8일~1967년 8월 8일)는 체코의 작곡가이다. 프라하 태생으로, 프라하 음악원 출신이며 베를린에서 막스 레거에게도 사사하였다. 1922-1926년 미국의 이타카 음악원 교수를 지냈으며 1939년 다시 도미하여 뉴욕에서 살았다. 오페라 <피리부는 사반다>(1927)와 영국 민요 <밤나무 숲 밑에서>를 바탕으로 한 변주곡(1938)의 작곡자로 알려져 있다.